# Строкатість рослин

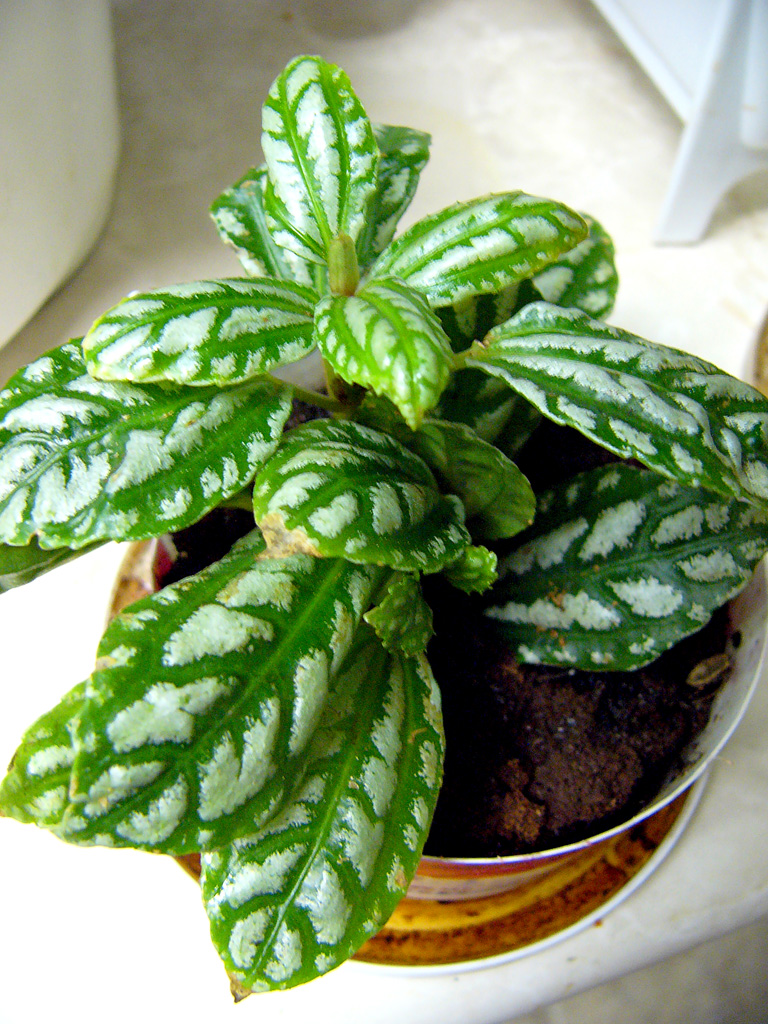
Pilea cadierei

Строкатість рослин — характеристика рослин, що мають різні за кольором частини забарвлення листя та стебла. Зазвичай рідко зустрічається в природі. Переважно строкатість характерна рослинам з тропічного підліску. Різнобарвне листя високо цінується серед кімнатних та садових рослин, тому багато з них введені в культуру.

## Химери
Строкатість зустрічається у рослин химер, що сполучають в собі клітини, тканини, органи чи частини тіла різних організмів. Для збереження забарвлення рослин химер — їх розмножують вегетативно. У природних умовах такі рослини можуть існувати виключно якщо мають способи вегетативного розмноження.

## Пігментна строкатість
Рослинні пігменти антоціани знаходяться у клітинах рослин і можуть робити листя пурпурового кольору. Інколи воно має зональність, створюючи візерунки на листках. Пігментна строкатість зустрічається у видів Pelargonium, Oxalis, Bromeliaceae. Також візерунки на листі видно, якщо під епідермісом є шар повітря, завдяки чому світло відбивається від поверхні. Це помітно у видів Cyclamen, Pilea.

## Патогенна строкатість
Деякі види вірусів викликають строкатість листя (мозаїчні віруси). Вірус тюльпанів, що викликав строкатість квітки, у 17 ст породив торговий бренд відомий під назвою Semper Augustus продавався під час тюльпаноманії за 10 000 гульденів (вартість будинку у тогочасному Амстердамі).

## Сорти
Серед декоративних рослин поширені сорти зі строкатим листям.
- Vinca minor 'Variegata'
- Cornus alba 'Argenteo Marginata'
- Ajuga reptans 'Burgundy Glow'
- Acer platanoides 'Drummondii'
- Brunnera macrophylla
- Farfugium japonicum 'Argenteum'

## Галерея

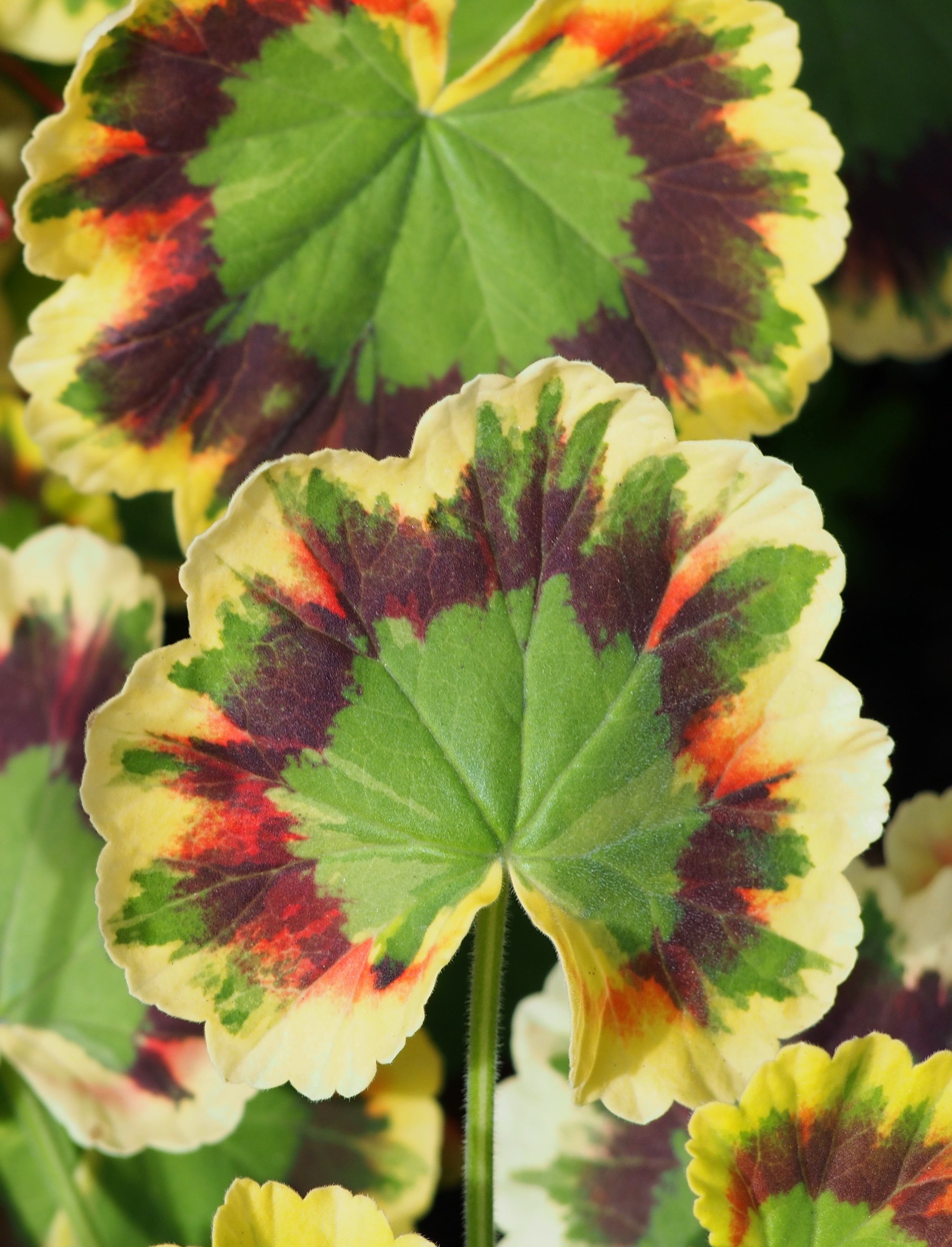
Pelargonia
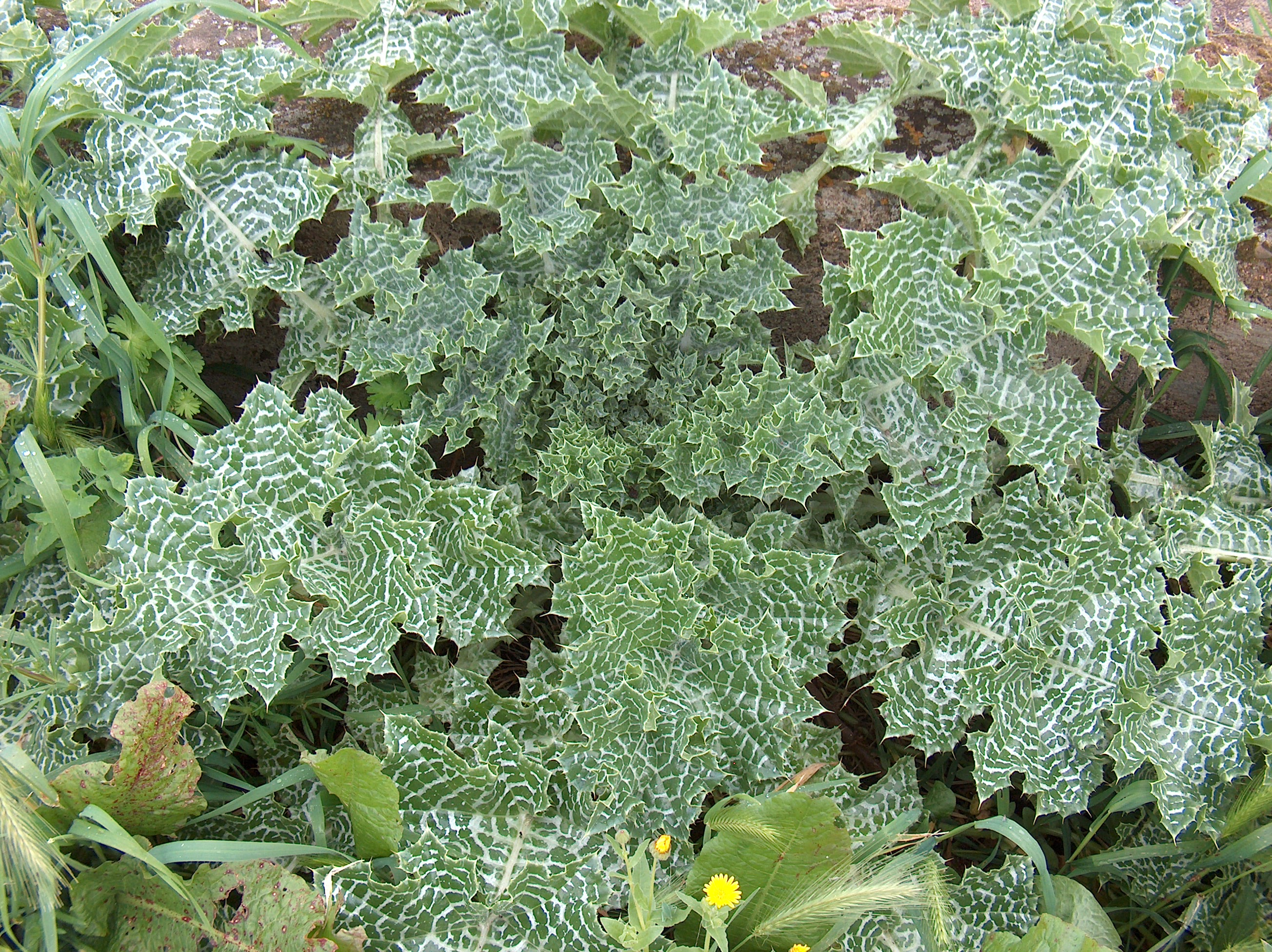
Silybum marianum
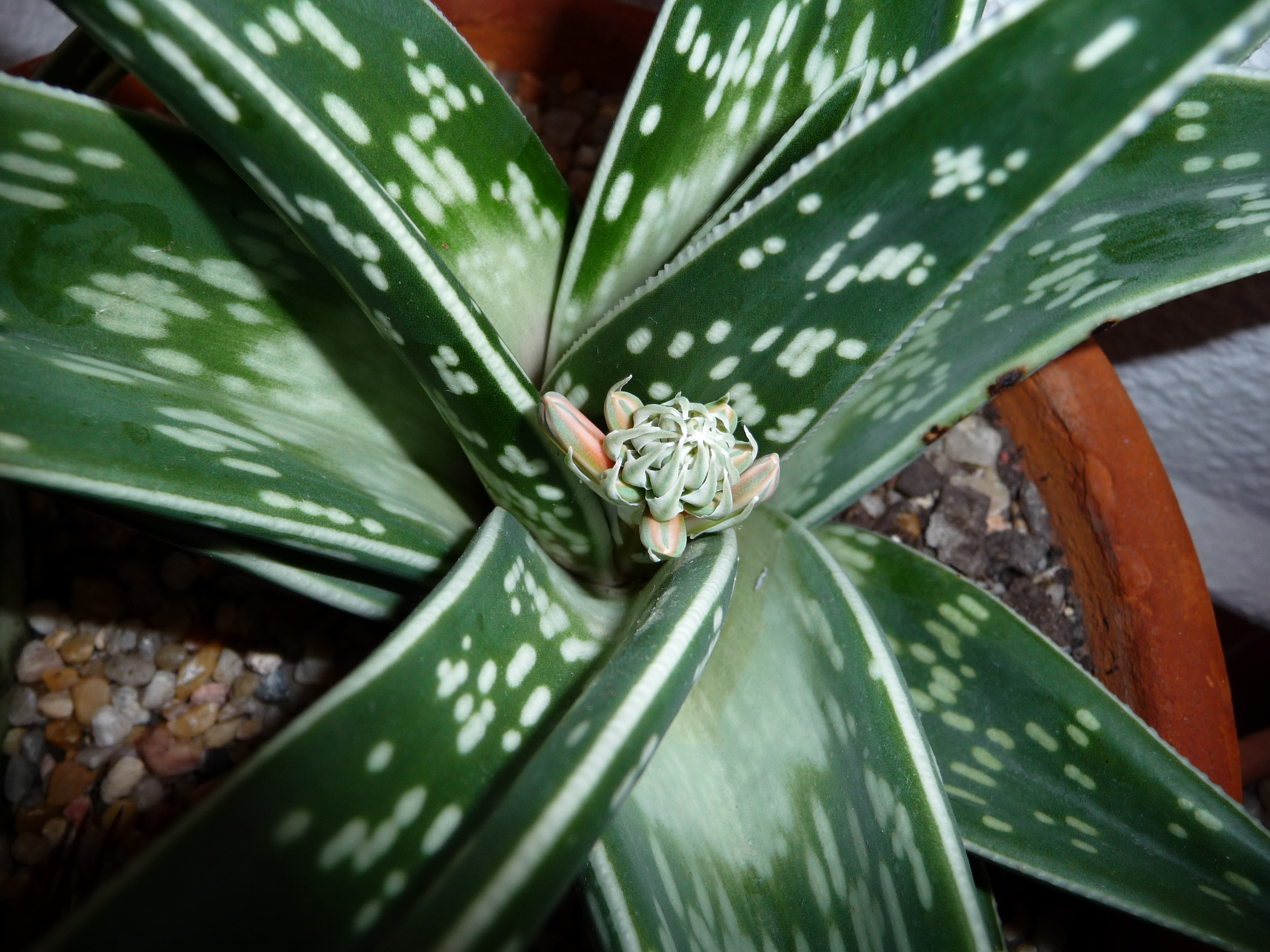
Aloe variegata
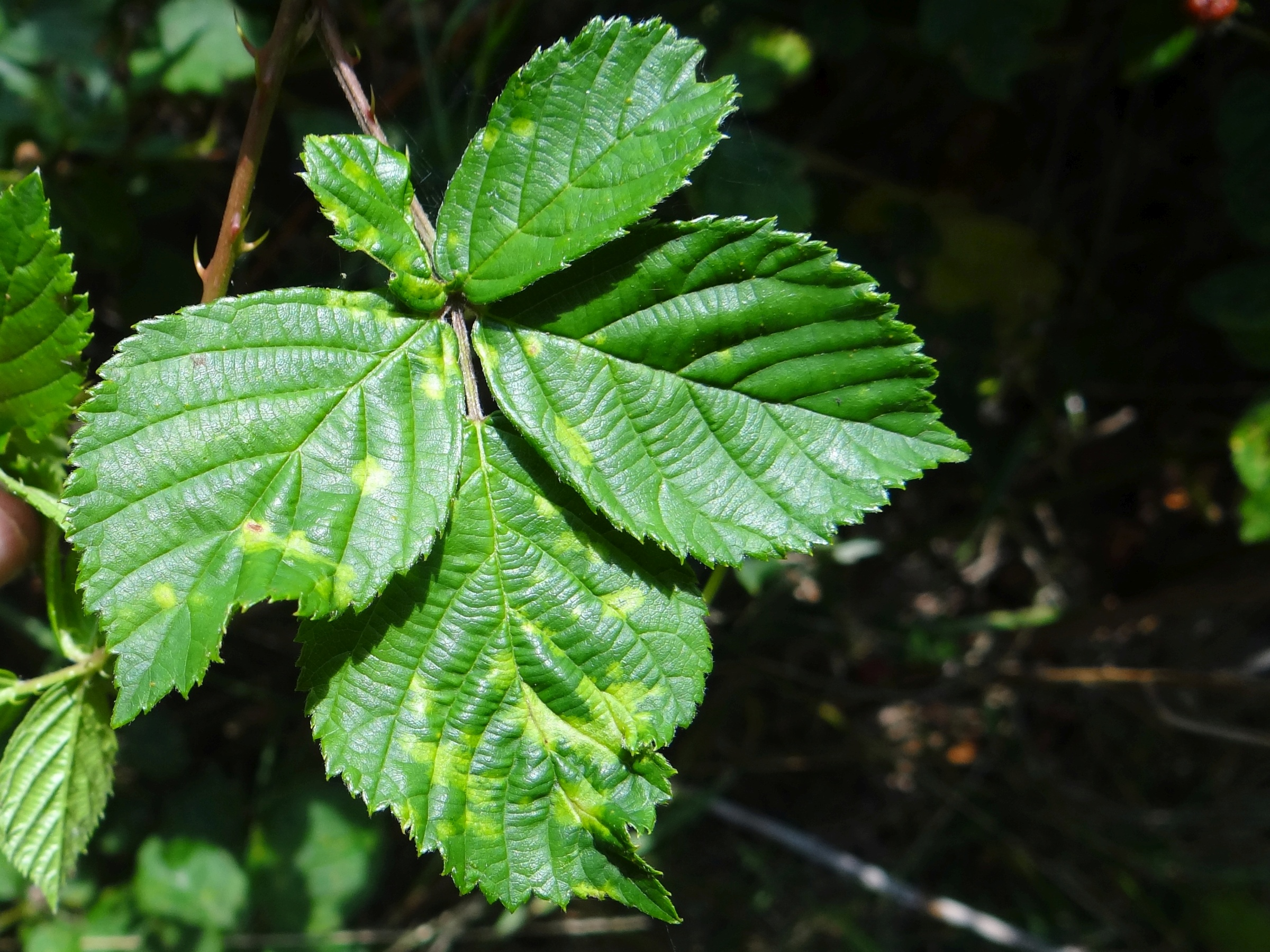
Мозаїчний вірус малини
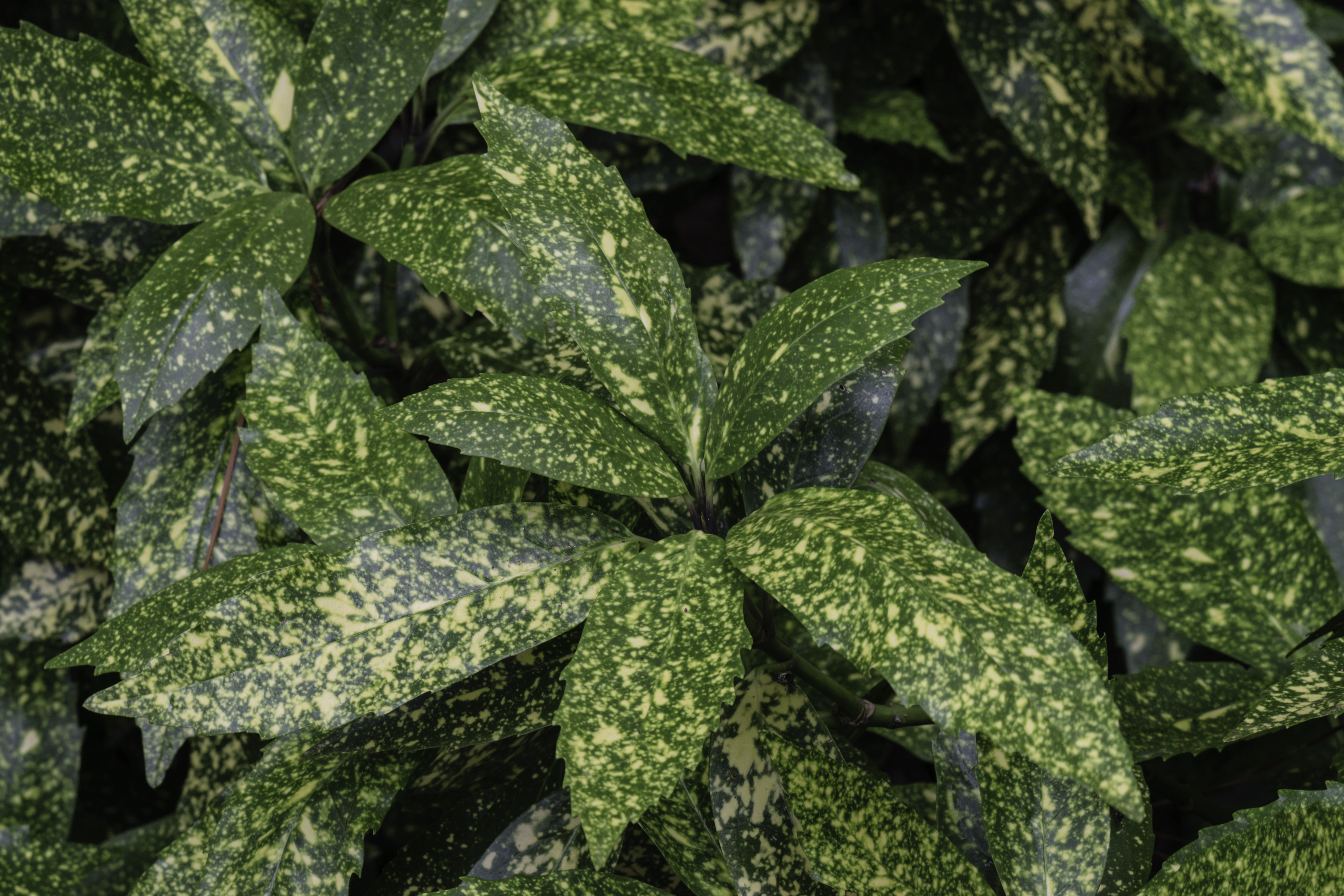
Aucuba japonica
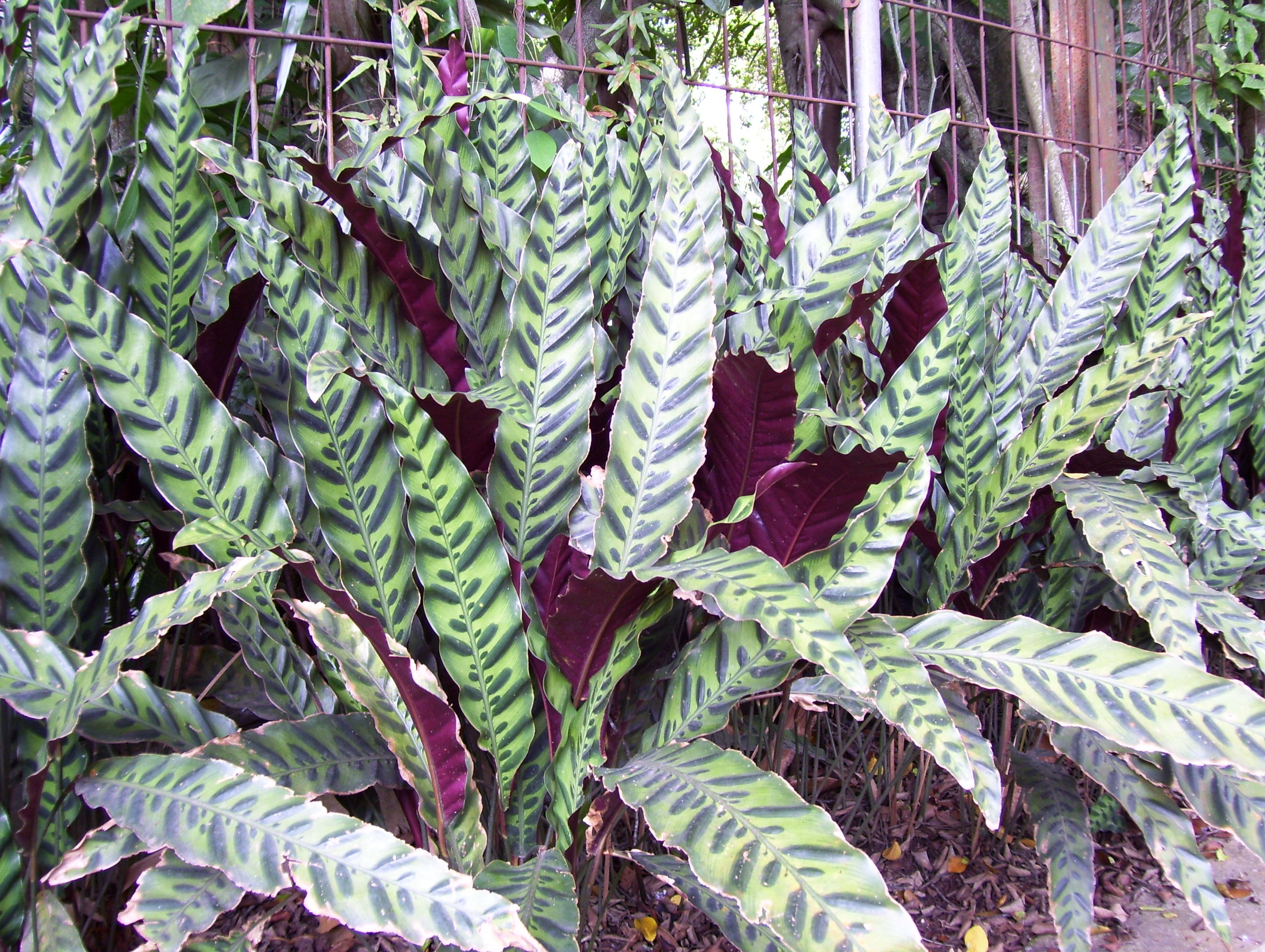
Calathea lancifolia
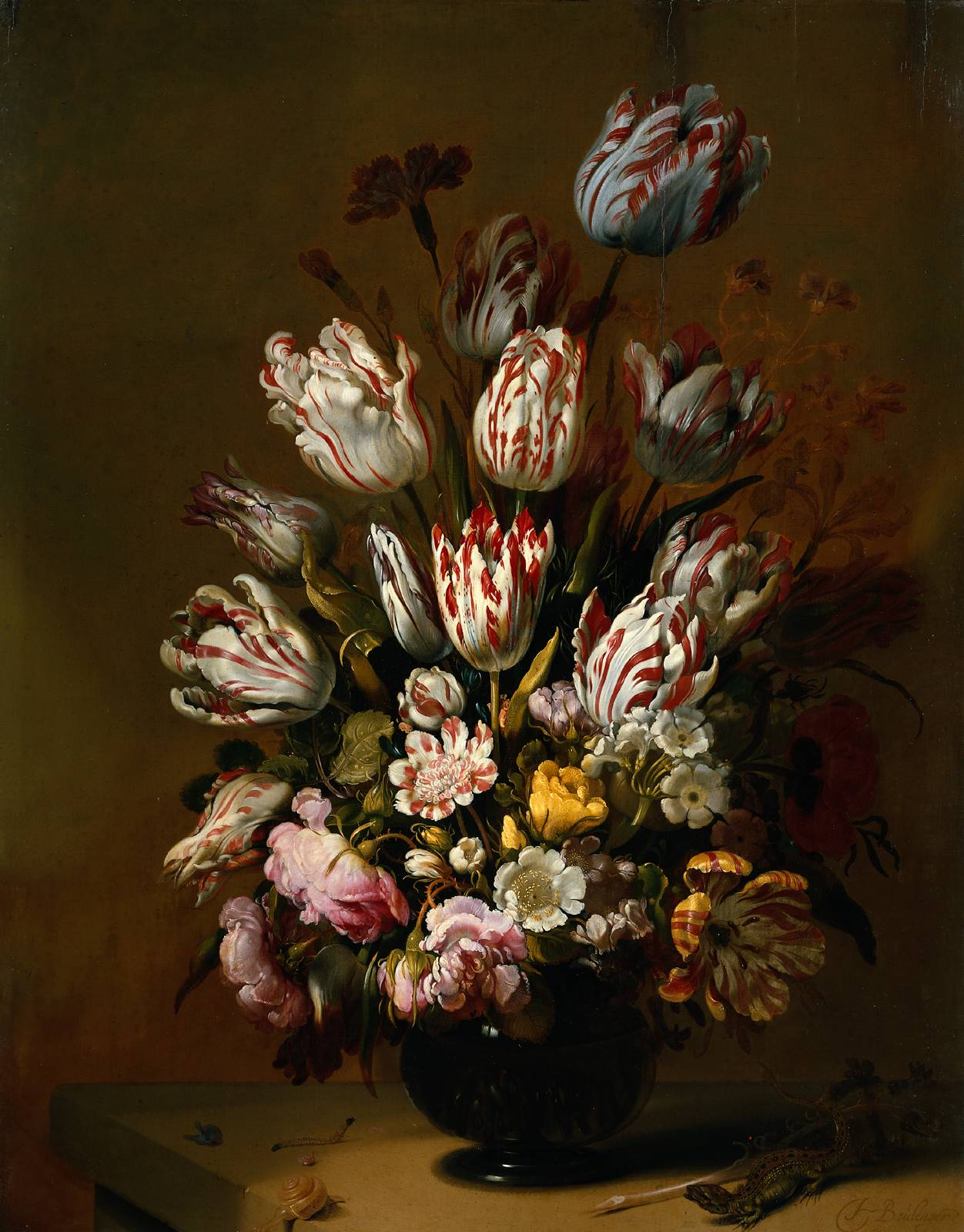
Semper Augustus
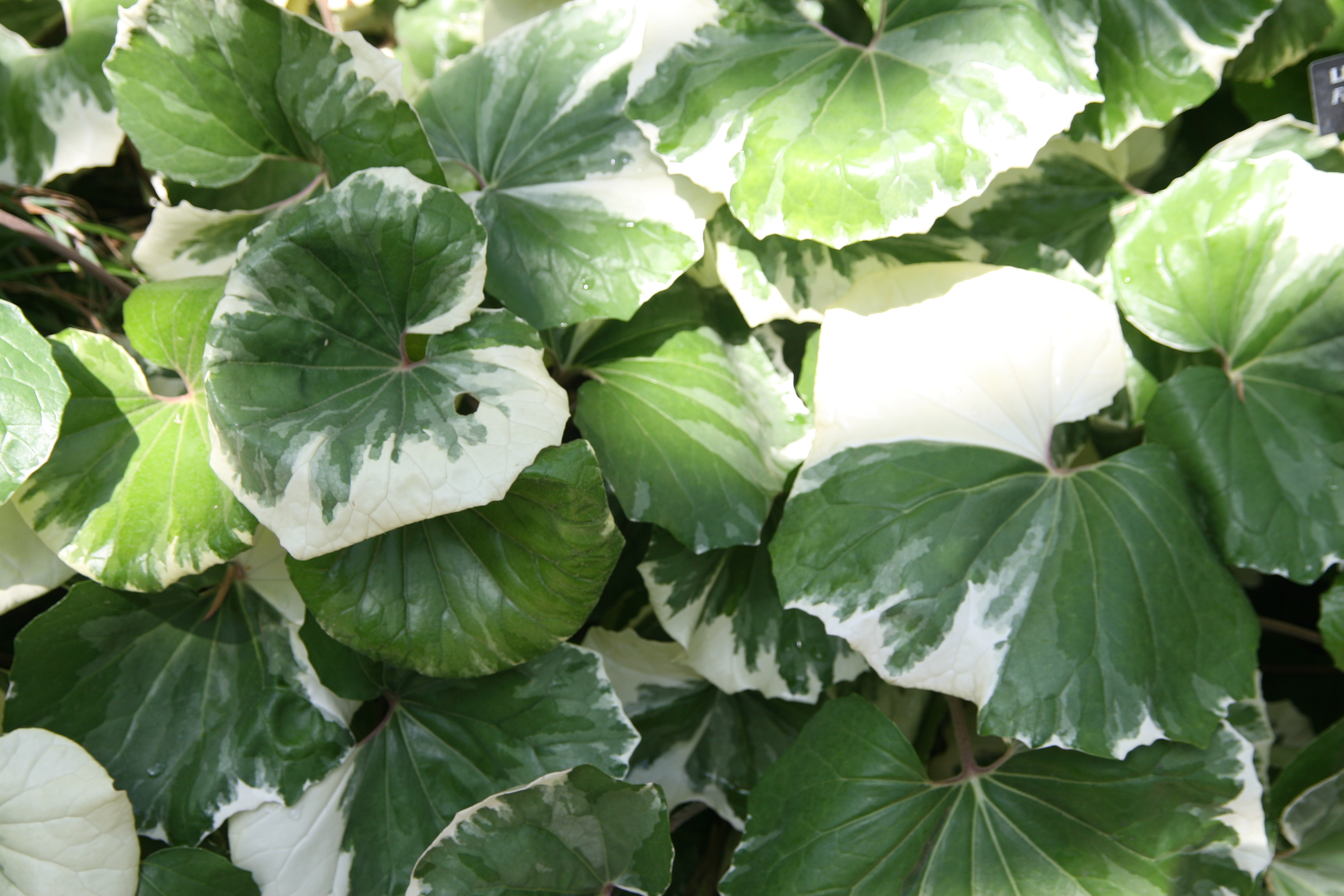
Farfugium japonicum